# Hélène Cattet i Bruno Forzani
Hélène Cattet i Bruno Forzani són una parella de cineastes amb seu a Brussel·les, Bèlgica. Han treballat com a equip d'escriptura i direcció durant tota la seva carrera professional cinematogràfica.
Les seves obres més aclamades inclouen Amer (2009), L'Étrange Couleur des larmes de ton corps (2013) i Laissez bronzer les cadavres (2017).

## Carrera
Hélène Cattet, nascuda l'any 1976 a París, i Bruno Forzani, nascut el mateix any a Menton, França, es van conèixer a Brussel·les el 1997 i s'hi van traslladar. Després de desenvolupar un interès pel cinema, la parella va dirigir diversos curtmetratges autoproduïts, guanyant l'atenció de la crítica en el circuit de festivals independents. El 2002 van guanyar el premi al millor curtmetratge al XXXV Festival Internacional de Cinema Fantàstic de Catalunya per La chambre jaune.: Cattet i Forzani van fer el seu debut de llarga durada el 2009 amb Amer, una coproducció internacional entre França i Bèlgica que es va descriure com un postmodern homenatge a les pel·lícules giallo. La pel·lícula va rebre l'aclamació generalitzada de la crítica i va guanyar a la parella una nominació al Premi Magritte a la categoria de Millor pel·lícula.
Cattet i Forzani van dirigir L'Étrange Couleur des larmes de ton corps (2013), una pel·lícula de thriller protagonitzada per Klaus Tange com un home que s'embolica en una complicada xarxa de mentides i assassinats mentre busca. el parador de la seva dona desapareguda. La pel·lícula va polaritzar els crítics quan es va estrenar al Festival Internacional de Cinema de Toronto de 2013, amb Nicholas Bell d'IndieWire anomenant-la "una de les exploracions cinematogràfiques més extravagants d'allò cridaner i grotesc mai compromès amb el cinema".
La seva darrera pel·lícula, Laissez bronzer les cadavres (2017), és una adaptació de la novel·la homònima de Jean-Patrick Manchette i Jean-Pierre Bastid. Gira al voltant d'una banda de lladres que arriben a casa d'un artista que es veu atrapat en un triangle amorós. La pel·lícula va rebre vuit nominacions als 9è Premis Magritte, incloent el Millor Pel·lícula i el Millor Director per Cattet i Forzani, guanyant-ne tres.

## Filmografia
| Any  | Film                                      | Acreditat com | Acreditat com | Notes                      |
| Any  | Film                                      | Director      | Guionista     | Notes                      |
| ---- | ----------------------------------------- | ------------- | ------------- | -------------------------- |
| 2009 | Amer                                      | Sí            | Sí            |                            |
| 2012 | The ABCs of Death                         | Sí            | Sí            | Segment: "O is for Orgasm" |
| 2013 | L'Étrange Couleur des larmes de ton corps | Sí            | Sí            |                            |
| 2017 | Laissez bronzer les cadavres              | Sí            | Sí            |                            |